# هانس-یورگن پومن
 هانس-یورگن پومن (انگلیسی: Hans-Jürgen Pohmann؛ زادهٔ ۲۳ مهٔ ۱۹۴۷) یک تنیس‌باز اهل آلمان غربی است.